# Nash the Slash
Nash the Slash, vlastním jménem James Jeffrey Plewman, (26. března 1948 – 10. května 2014) byl kanadský hudebník. V roce 1976 se stal členem kapely FM, z níž odešel roku 1978. Později se věnoval sólové kariéře a několik let znovu působil v kapele FM. Roku 1978 založil hudební vydavatelství Cut-throat Records. Počínaje rokem 1979 vystupoval s obličejem omotaným chirurgickými obvazy. Po velkou část své kariéry tajil své skutečné jméno. V osmdesátých letech spolupracoval s anglickým hudebníkem Garym Numanem. V roce 1998 veřejně oznámil, že je gay. Roku 2012 na svém webu oznámil ukončení kariéry. Zemřel roku 2014 ve věku 66 let.